# Арбузов, Алексей Дмитриевич
Алексей Дмитриевич Арбузов (7 декабря 1859 — 22 февраля 1933, Берлин) — государственный деятель Российской империи, директор Департамента общих дел Министерства внутренних дел, сенатор.

## Биография
Происходил из дворян Смоленской губернии.
Окончил Катковский лицей (1880) и юридический факультет Санкт-Петербургского университета со степенью кандидата прав.
По окончании университета в 1885 году начал службу кандидатом на судебные должности при Уголовном кассационном департаменте Сената, но вскоре перешел в Санкт-Петербургскую судебную палату кандидатом на судебные должности.
В 1886 году был избран почетным мировым судьей по Рославльскому уезду, участковым мировым судьей и непременным членом съезда мировых судей. В 1888 году состоял товарищем курляндского губернского прокурора, затем — товарищем прокурора Либавского окружного суда. В 1890 году перешел на службу в Министерство внутренних дел советником курляндского губернского правления и был назначен членом от правительства в высшую комиссию народных школ Курляндской губернии. В 1892 году был назначен начальником отделения Хозяйственного департамента МВД, в 1893 году перешел в Министерство путей сообщения на должность вице-директора канцелярии министра. 13 сентября 1895 назначен помощником начальника канцелярии Его Императорского Величества по принятию прошений, на Высочайшее имя приносимых, а 6 декабря 1896 года получил придворное звание камергера.
12 июля 1900 года вновь переведен в Министерство внутренних дел с назначением помощником управляющего Земским отделом. В следующем году был назначен правителем канцелярии министра внутренних дел, 18 мая 1902 года — вице-директором Департамента общих дел, а 8 ноября 1905 года — директором того же департамента. В 1911 году возглавлял работу Особого секретного междуведомственного совещания при МВД по вопросу защиты русских интересов на Дальнем Востоке. 12 июня 1914 года повелено присутствовать в Сенате.
После Октябрьской революции оставался в России, жил в Москве. Участвовал в собраниях у В. В. Абрикосова. В 1922 году был выслан за границу. В эмиграции в Германии. Оставил воспоминания «Из близкого прошлого» (не опубликованы).
Скончался в 1933 году в Берлине. Похоронен на кладбище Тегель. Был женат на Алисе Алексеевне Ресту, имел сына.

## Награды
- Орден Святого Владимира 3-й ст. (1905)
- Орден Святого Станислава 1-й ст. (1907)
- Орден Святой Анны 1-й ст. (1910)
- Высочайшая благодарность (1912)
- Высочайшая благодарность (1913)